# Oskar Schindler
Oskar Schindler (28. dubna 1908 Svitavy – 9. října 1974 Hildesheim) byl moravský obchodník německé národnosti, známý tím, že zachránil 1 200 Židů před smrtí v koncentračním nebo vyhlazovacím táboře.

## Život v Československu
Schindler se narodil ve Svitavách v německé rodině pojišťovacího agenta Johana Schindlera (1883–1947) a jeho manželky Franzisky, rozené Luserové (1884–1935). Po ukončení školní docházky pracoval převážně jako cestující obchodní zástupce různých firem, občas se pokoušel podnikat. Dne 6. března 1928 se oženil s Emilií Pelzlovou (1907–2001). Manželství zůstalo bezdětné, ale Schindler měl údajně ve Svitavách dvě nemanželské děti. Kvůli Velké hospodářské krizi v 30. letech 20. století firma, pro kterou pracoval, zkrachovala a Schindler musel několikrát změnit zaměstnání. V roce 1935 vstoupil do Henleinovy strany SdP. Ač byl  československým občanem, začal Schindler za peníze pracovat pro německou rozvědku Abwehr. V červenci 1938 byl odhalen a zatčen, ale zanedlouho byla přijata Mnichovská dohoda a Schindler byl jakožto politický vězeň propuštěn. Po okupaci Československa vstoupil do NSDAP.

## Úspěchy dosažené za války

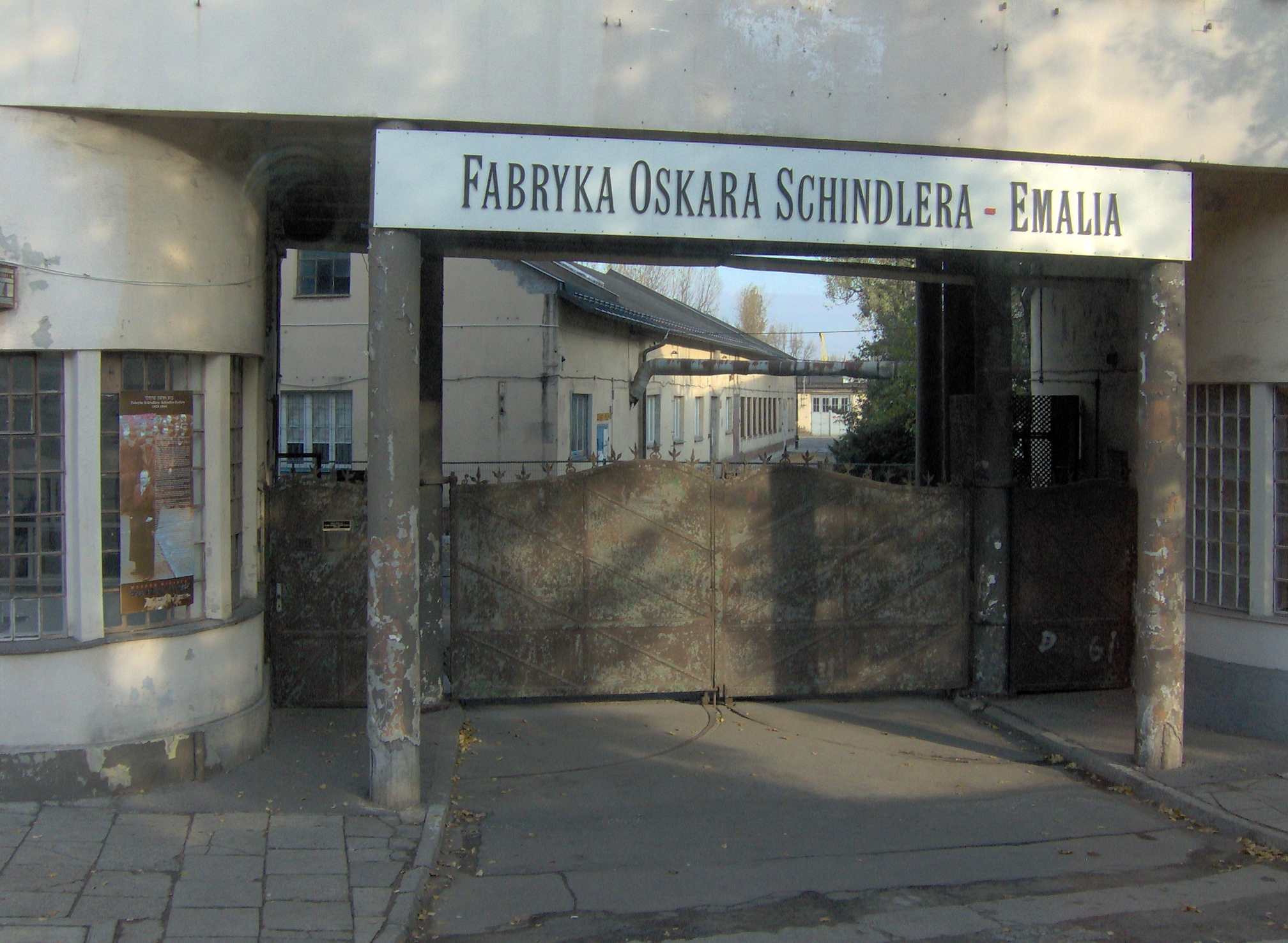
Továrna Oskara Schindlera v Krakově

Schindler se stal arizátorem krakovské továrny na smaltované výrobky, zkonfiskované židovským majitelům, kterou pojmenoval Deutsche Emailewaren-Fabrik. V jeho továrně pracovalo okolo 1000 dělníků, z toho asi polovina byli Židé z krakovského ghetta. Postupně se stále více snažil bránit své dělníky, mezi jinými tzv. „investory“ – zámožnější Židy, kteří mu na koupení a provoz továrny půjčili peníze (postavení zaměstnaných Židů bylo všeobecně lepší; za daných poměrů byla taková spolupráce oboustranně výhodná). Tvrdil, že i nekvalifikovaní dělníci (např. investoři s rodinami) byli pro továrnu nepostradatelní a pokud by jim někdo způsobil újmu, stěžoval by si a žádal náhradu od vlády. Schindler vyráběl zejména pro armádu a tím se vyhnul tomu, aby jeho továrna byla jako jiné „válečně nedůležité“ provozy uzavřena.
V březnu 1943 došlo k likvidaci krakovského ghetta a jeho obyvatele vojáci násilím přesunuli do nového koncentračního tábora v Płaszowě. Schindler byl údajně svědkem tohoto teroru. V létě 1943 se domluvil s Amonem Göthem, velitelem Płaszowa, na přesunu cca 600–700 Židů do pobočného tábora u továrny, kde mohli být v relativním bezpečí před vykořisťujícími esesáky. Podle německých zákonů veškerý majetek, který měli věznění Židé při příchodu do tábora, náležel Říši. Bylo však velmi rozšířeným jevem, že dozorci a stráže SS si spoustu zabavených cenností ponechali pro sebe, nebo že se dokonce od vězňů nechávali uplácet výměnou za různé výhody. Schindler dozorcům (zejména veliteli Göthovi), ale také přímo vězňům, pomáhal směnit uvedené cennosti (peníze, šperky atd.) na černém trhu za potřebné nedostatkové zboží (potraviny, alkohol, cigarety, ošacení atd.). Byl dvakrát zadržen pro podezření z rozkrádání majetku a černého obchodu, ale ani v jednom případě nebyl uvězněn.[zdroj?] Schindler velmi často uplácel bezpečnostní orgány, aby bránil vyšetřování.

## V Brněnci

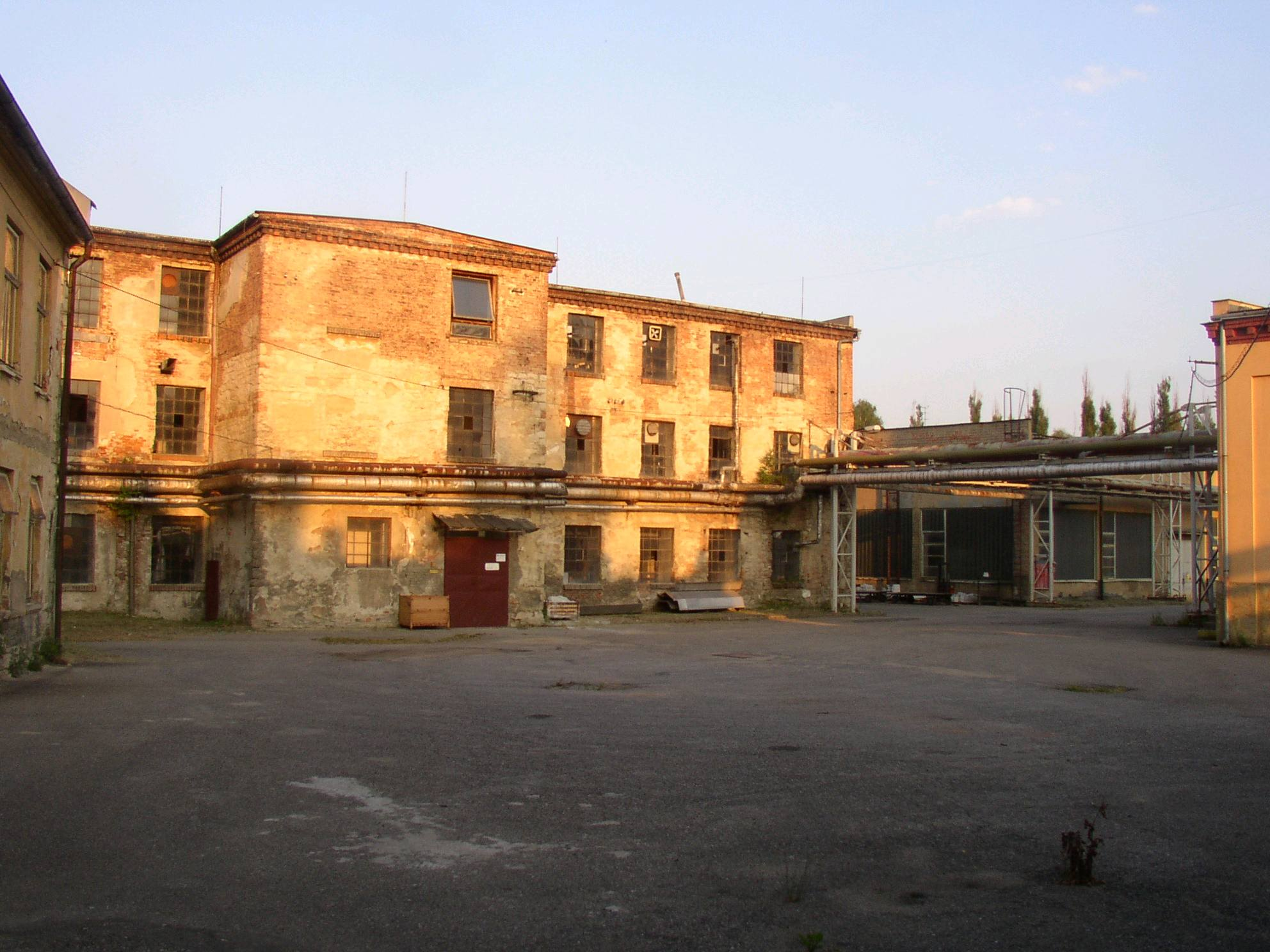
Schindlerova továrna v Brněnci, stav v létě 2004

Na podzim 1944, kdy se blížila Rudá armáda a koncentrační tábor měl být likvidován, Schindler zorganizoval přesun téměř tisícovky svých dělníků (vč. několika malých dětí) do továrny v Brněnci (německy Brünnlitz) v tehdejší Sudetské župě, kde od jara 1944 vznikala pobočka koncentračního tábora Gross-Rosen (viz Schindlerova továrna). Objekt továrny byl rovněž arizovaným židovským majetkem (jako v Krakově). Zde se „Schindlerovi Židé“ (cca 700 mužů a 300 žen) spolu s totálně nasazenými Poláky až do 2. května 1945 podíleli na výrobě protiletadlové munice (muniční továrna byla v asi 20 km vzdálené Poličce). Transport do Brněnce proběhl na etapy v říjnu až listopadu 1944, přes koncentrační tábory Gross-Rosen (muži) a Osvětim (ženy), kde byli „Schindlerovi Židé“ doplněni o požadovaný počet dělníků. Počátkem ledna 1945 ještě Schindlerovi poskytli útočiště asi 110 promrzlým vězňům z transportu, který v Brněnci zastavil. Předpokládaný počet 2000 vězňů-dělníků však kvůli válečnému vývoji naplněn nebyl; včetně několika dalších menších skupinek se počet vězněných pohyboval kolem 1100. Číslo zachráněných Židů nebude nikdy zcela přesné, protože např. některé děti nebyly nikdy zapsány v žádném seznamu, někteří z vězňů opustili tábor ihned po odchodu stráží. Přesto je často uváděný počet 1200 zachráněných Židů je pravděpodobně mírně nadsazený. Poslední dochovaný seznam vězňů z dubna 1945 zahrnuje 1098 osob a také zpráva Komitétu osvobozených vězňů z 12. května 1945 zmiňuje „okolo 800 mužů a okolo 300 žen“.
| Skupina               | Transport / Počet | Transport / Počet | Stav 18. 4. 1945 |
| --------------------- | ----------------- | ----------------- | ---------------- |
| muži z KT Gross-Rosen | říjen 1944        | cca 700           | 687              |
| ženy z KT Osvětim     | listopad 1944     | cca 300           | 297              |
| muži z KT Golešov     | leden 1945        | cca 110           | 81               |
| různé menší skupiny   | únor–duben 1945   | ?                 | 33               |
| Celkem:               | Celkem:           | Celkem:           | 1098             |

Po válce se ke stěhování továrny z Krakova do Brněnce vyjádřil samotný Oskar Schindler: „Když jsem v roce 1944 dostal prostřednictvím zbrojní inspekce příkaz k přestěhování svého závodu do Sudet, snažil jsem se přirozeně zajistit i přestěhování těch, kteří u mne pracovali, židovských pracovníků. S podporou vojenských úřadů jsem sestavil jmenný seznam.“ (Oskar Schindler, zachránce a světák. Polský dokumentární film z roku 1994. České znění skupina Petra Zvoníčka, 1994.)
Do Brněnce Schindler soustředil veškerý majetek nabytý za války i majetek, který v Płaszowě nakradl Amon Göth, brzy jej však odhalilo a zabavilo gestapo. Göth po svém propuštění (byl uvězněn za rozkrádání majetku Říše) Schindlera v Brněnci krátce navštívil, zřejmě aby si vyzvedl zbytek svého majetku, nebo aby si půjčil peníze. Brněnec byl osvobozen 8. května roku 1945. Krátce předtím Schindler s manželkou a několika prominentními dělníky, kteří mu měli dosvědčit jeho zásluhy, opustili továrnu a zamířil k americkým liniím. Měl obavy, aby v osvobozeném Československu nebyl jakožto člen NSDAP, výrobce zbraní a bývalý informátor německé rozvědky uvězněn. Po válce proti němu bylo skutečně zavedeno trestní stíhání Mimořádným lidovým soudem v Ostravě a dodnes údajně figuruje na československém a polském seznamu válečných zločinců.

## Poválečné působení a mezinárodní uznání

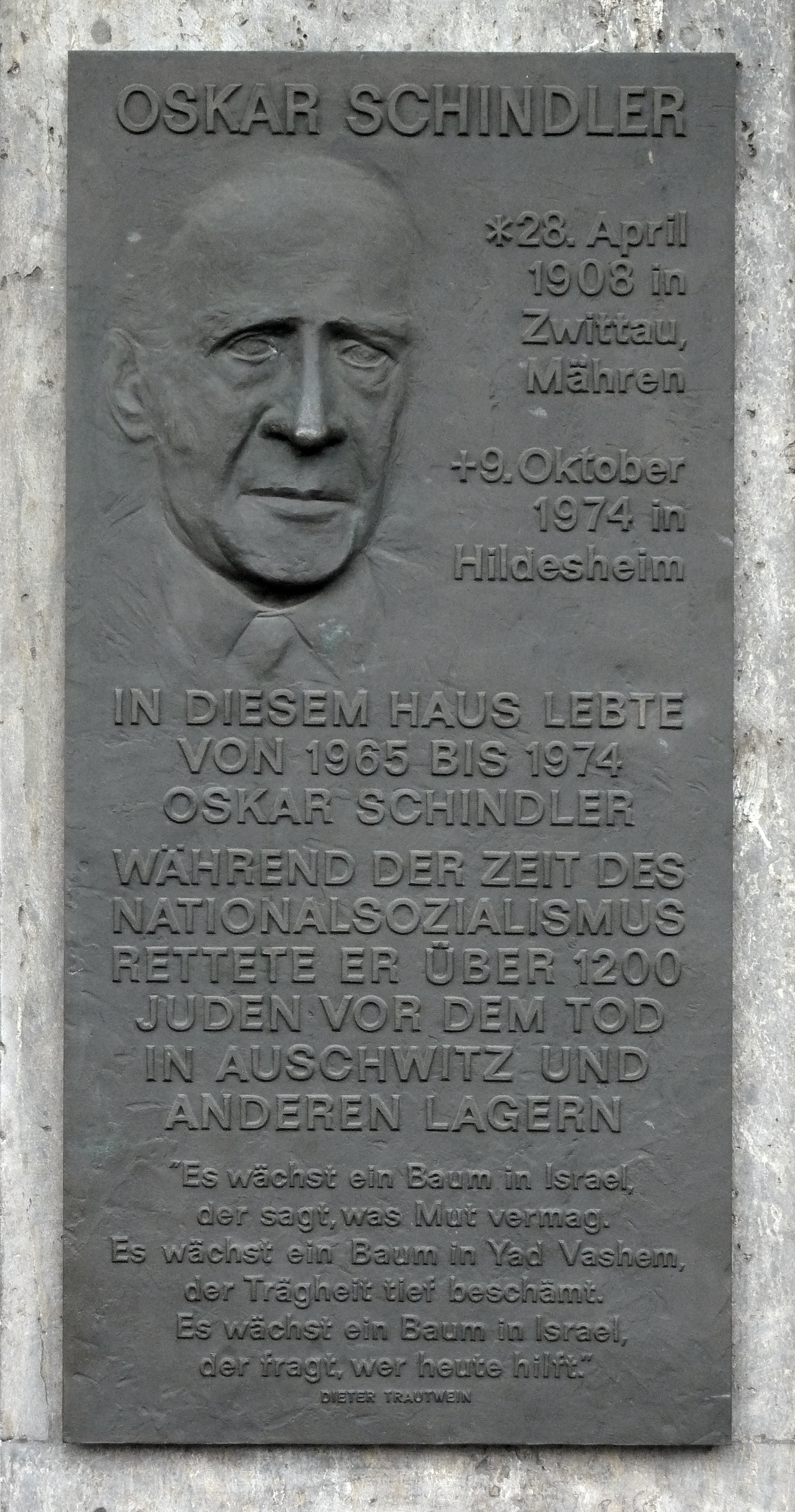
Frankfurt nad Mohanem: Pamětní deska Oskara Schindlera na jeho domě v blízkosti hlavního nádraží

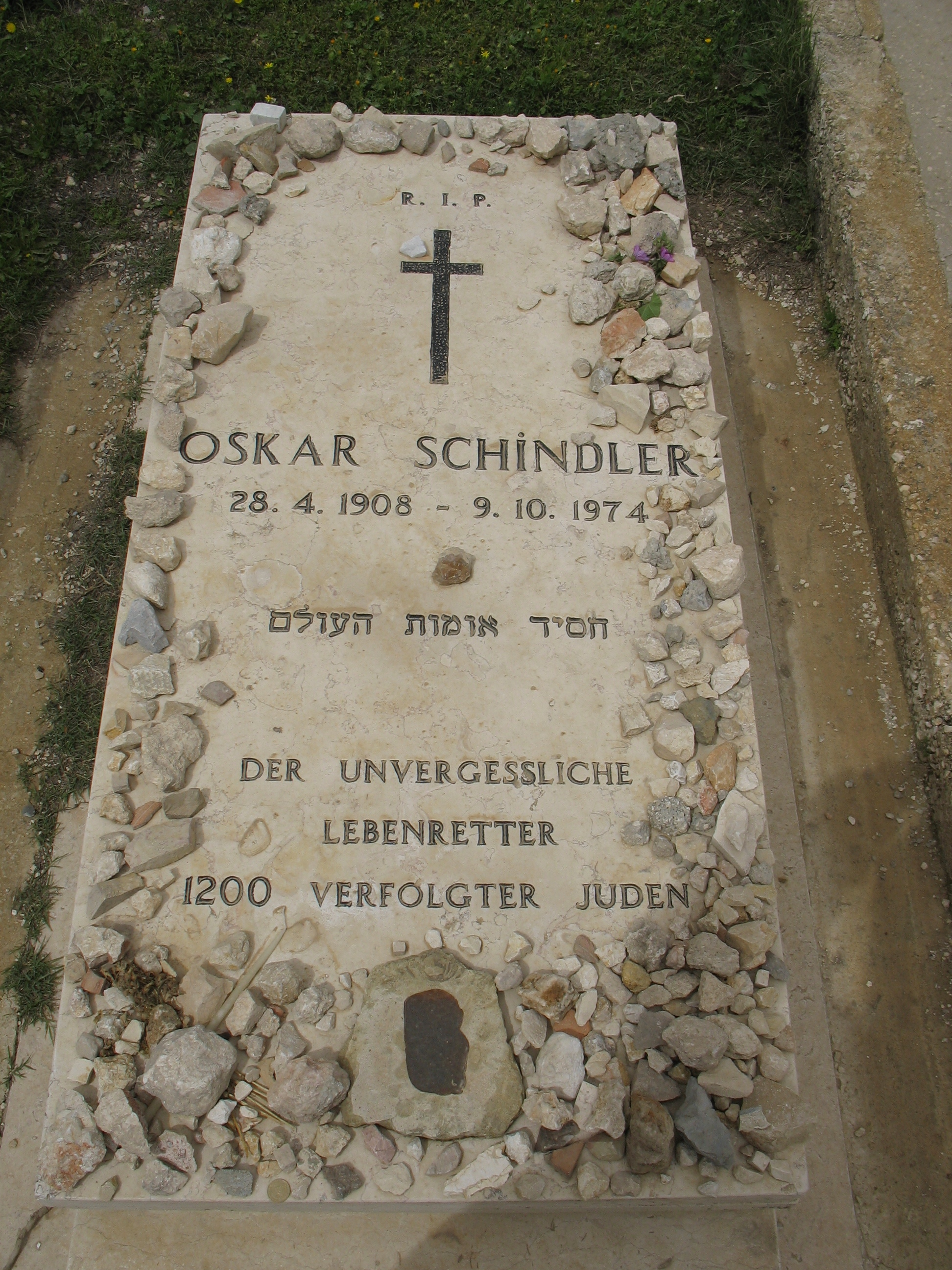
Schindlerův hrob v Jeruzalémě

Po válce Schindler nějaký čas působil v Německu, později emigroval do Argentiny, kde se snažil podnikat v chovu dobytka. Poté, co zkrachoval, přijal pozvání několika „svých Židů“ do Izraele, kde nějakou dobu žil díky jejich finanční podpoře. Zde pracoval také jako vrátný v muzeu, avšak měl problémy s alkoholem, a tak byl nakonec propuštěn. V roce 1958 se vrátil do Německa. Následovala série dalších neúspěšných pokusů o podnikání. Několikrát si půjčoval peníze od „svých Židů“. Oskar Schindler zemřel 9. října 1974 ve věku 66 let v Hildesheimu v Německu (ve filmu Schindlerův seznam bylo řečeno, že zemřel ve Frankfurtu – pravděpodobně proto, že je více známý).
V roce 2007 byl Oskar Schindler zařazen na seznam slavných rodáků Pardubického kraje.
Oskar Schindler získal řadu mírových cen. Byl oceněn titulem Spravedlivý mezi národy. V Aleji Spravedlivých v Jeruzalémě zasadil svůj strom. Je pohřben na římskokatolickém hřbitově na hoře Sijón v Jeruzalémě.
Příběh Oskara Schindlera byl předlohou spisovateli Thomasovi Keneallymu pro sepsání románu Schindlerova Archa (později přejmenován na Schindlerův seznam). Podle knihy natočil roku 1993 Steven Spielberg stejnojmenný film. Film vyvolal vlnu zájmu o Schindlerovu osobu, vedl k natočení několika filmových dokumentů a napsání několika knih o Oskarovi a jeho manželce Emilii a vznikla legenda, která se okolo záchrany tisícovky Židů Oskarem Schindlerem vytvořila. Schindler se proto stal předmětem četných kontroverzí, kdy se jej někteří snaží nekriticky glorifikovat, jiní zase jeho činy usilovně bagatelizují nebo dokonce popírají.

## Muzejní expozice o Oskaru Schindlerovi

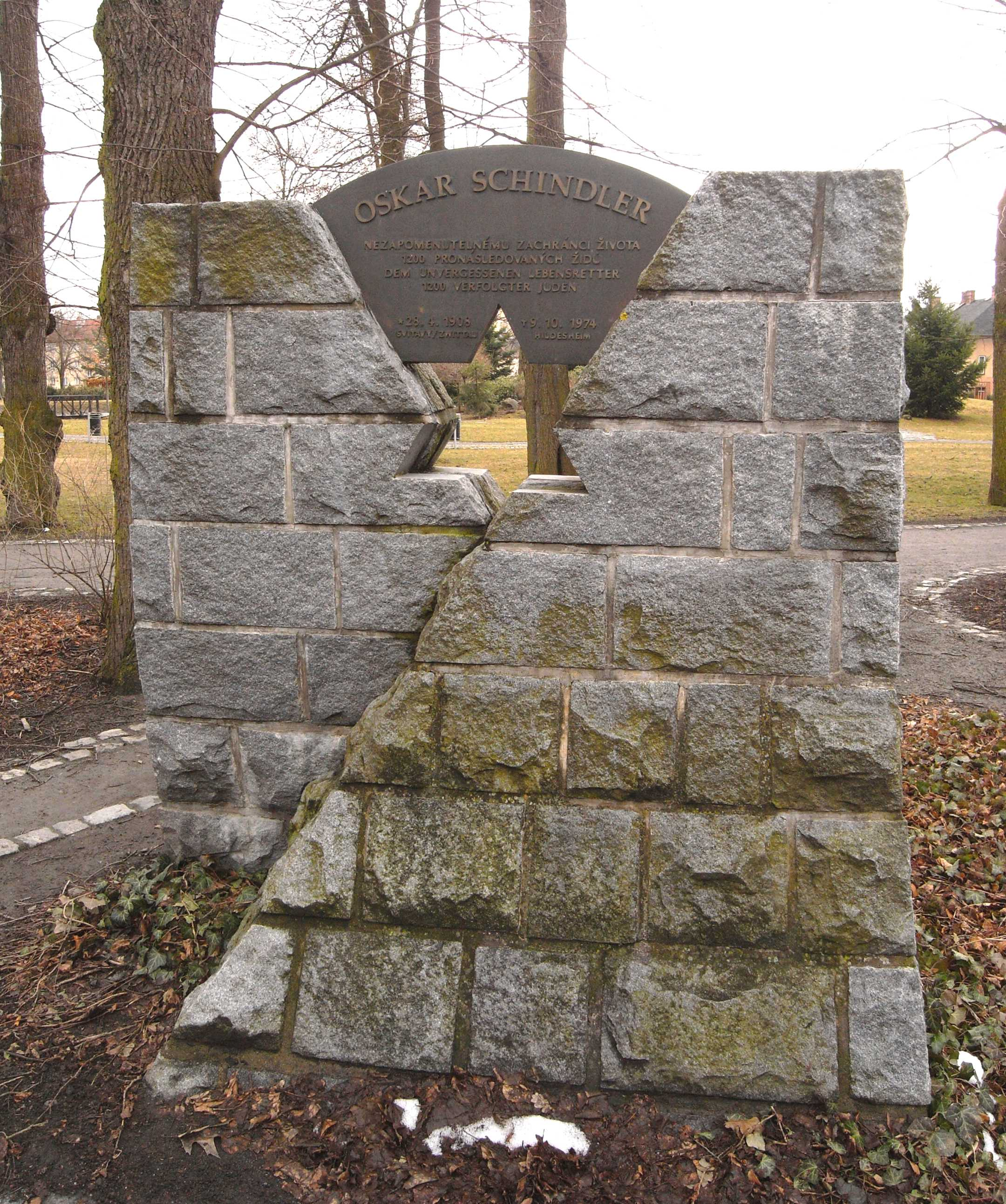
Schindlerův pomník ve Svitavách

Životu Oskara Schindlera jsou věnovány tyto stálé expozice:
- Hledání Davidovy hvězdy – Oskar Schindler – Spravedlivý mezi národy v Městském muzeu a galerii Svitavy – vznikla v r. 2000 a byla rozšířena v r. 2008 – celkem 34 panelů, 200 černobílých fotografií, doplněna promítáním dokumentárních filmů v češtině, němčině a angličtině[6]
- Muzeum v bývalé Schindlerově továrně v Krakově (od r. 2010 pobočka Historického muzea města Krakova)
- Památník holokaustu ve Washingtonu – dílčí stálá expozice a putovní výstava.

### Nadační fond Památník Šoa a Oskara Schindlera
V roce 2016 založil český spisovatel Jaroslav Novák Večerníček Nadační fond Památník Šoa a Oskara Schindlera na záchranu chátrajícího koncentračního tábora a fabriky Oskara Schindlera v Brněnci v České republice. Fond chce vybudovat památník šoa a manželů Oskara a Emilie Schindlerových na místě bývalého koncentračního tábora v Brněnci a s ním souvisejících objektů v Březové nad Svitavou. Základní účely fondu jsou:

1. Dokumentační a prezentační činnost
(a) o holokaustu,
(b) o životě Oskara Schindlera,
(c) dokumentace a prezentace dalších zločinů proti lidskosti.

2. Záchrana a rekonstrukce koncentračního tábora Oskara Schindlera v Brněnci a dalších památek spojených s táborem a Oskarem Schindlerem.

3. Podpora obětí zločinů proti lidskosti.
Nadačnímu fondu se po převzetí tábora v srpnu 2016 podařilo dojednat ukončení řízení o prohlášení za kulturní památku ČR, které vstoupilo v platnost v říjnu 2016. Následně J. N. Večerníček oficiálně požádal ministerstvo kultury o prohlášení Schindlerova tábora v Brněnci za Národní kulturní památku.
Nadační fond Památník Šoa a Oskara Schindlera v roce 2018 zanikl.

### Nadační fond Archa – rodiny Löw-Beer a Oskara Schindlera
V roce 2018 se do dění v Brněnci aktivně zapojila rodina Löw-Beer. Dr. Daniel Löw-Beer, potomek předválečných majitelů brněnecké továrny, kteří museli roku 1938 kvůli židovskému původu uprchnout z vlasti, založil v červnu 2018 Nadační fond Archa – rodiny Löw-Beer a Oskara, jehož cílem je mimo jiné vybudovat v areálu bývalé textilky památník obětem holocaustu, muzeum rodiny Löw-Beer a textilní výroby. 
Nadační fond pracuje na záchraně chátrajících budov v areálu továrny a stavbě Muzea přeživších. Doposud se podařilo zrekonstruovat budovu kasáren německé posádky tábora a původní bránu, kterou židovští vězni do tábora přišli a poté jej také opustili. V sobotu 10. května 2025 byla otevřena první část muzea, a to v bývalé přádelně. Návštěvníci tu najdou tematickou výstavu Začínat od nuly (Starting at Zero). Rekonstrukce všech budov potrvá ještě několik let.
V únoru 2020 Novák s přáteli založil znovu Nadační fond Památník Šoa a Oskara Schindlera a v květnu 2025 podal žalobu k obchodnímu soudu v Pardubicích na Nadační fond Archa – rodiny Löw-Beer a Oskara Schindlera ve věci vytunelování Nadačního fondu Památník Šoa a Oskara Schindlera a zcizení nemovitostí bývalého koncentračního tábora Oskara Schindlera v Brněnci.
Obnovený Nadační fond Památník Šoa a Oskara Schindlera začal souběžně budovat památník a muzeum Oskara Schindlera a jeho spolupracovníků v budově bývalého kasina SS Oskara Schindlera na nádraží v Březové nad Svitavou.